# John Heineken
John Heineken (17 de julio de 1988) es un deportista estadounidense que compitió en vela en la clase Formula Kite. Su hermana Erika compitió en el mismo deporte.
Ganó cuatro medallas en el Campeonato Mundial de Formula Kite entre los años 2009 y 2013.

## Palmarés internacional
| \| Campeonato Mundial \| Campeonato Mundial \| Campeonato Mundial \| Campeonato Mundial \| \| Año \| Lugar \| Medalla \| Clase \| \| ------------------ \| ------------------------------ \| ------------------ \| ------------------ \| \| 2009 \| San Francisco (Estados Unidos) \| Medalla de bronce \| Formula Kite \| \| 2011 \| Westerland (Alemania) \| Medalla de oro \| Formula Kite \| \| 2012 \| Cagliari (Italia) \| Medalla de oro \| Formula Kite \| \| 2013 \| Boao (China) \| Medalla de plata \| Formula Kite \| |                                |                   |              |
| Campeonato Mundial |                                |                   |              |
| Año | Lugar                          | Medalla           | Clase        |
| 2009 | San Francisco (Estados Unidos) | Medalla de bronce | Formula Kite |
| 2011 | Westerland (Alemania)          | Medalla de oro    | Formula Kite |
| 2012 | Cagliari (Italia)              | Medalla de oro    | Formula Kite |
| 2013 | Boao (China)                   | Medalla de plata  | Formula Kite |